# Peccioli
Peccioli é uma comuna italiana da região da Toscana, província de Pisa, com cerca de 4.831 habitantes. Estende-se por uma área de 92 km², tendo uma densidade populacional de 53 hab/km². Faz fronteira com Capannoli, Lajatico, Montaione (FI), Palaia, Terricciola, Volterra.

## Demografia
| Variação demográfica do município entre 1861 e 2011                               |
|                                                                                   |
| Fonte: Istituto Nazionale di Statistica (ISTAT) - Elaboração gráfica da Wikipedia |